# Dějiny Finska

Státní znak Finské republiky

Dějiny Finska počínají zhruba 9000 let př. n. l. s koncem poslední doby ledové. Během doby kamenné se na finském území objevilo několik kultur, jako kundská, šňůrové keramiky, Kiukainen a Pöljä. Finská doba bronzová začala asi 1500 let př. n. l., následovaná dobou železnou, v období 500 př. n. l. až do raného středověku. Během doby železné zde existovaly tři hlavní skupiny obyvatel a jejich kultury – Finové, Tavastiové a Karelové. Písemné zmínky o Finsku se objevují od 12. století, v souvislosti s příchodem západního křesťanství na jihozápad země.
V důsledku severních křížových výprav a švédské kolonizace některých pobřežních oblastí se od 13. století většina finského území stala součástí Švédského království a doménou katolické církve. Po Finské válce roku 1809 Švédsko postoupilo převážnou část finskojazyčných oblastí Ruskému impériu, které na nich vytvořilo autonomní Finské velkoknížectví. Dominantním náboženstvím zde bylo luteránství. Během 19. století se zrodil finský nacionalismus, zaměřený na finské kulturní tradice, folklór a mytologii, hudbu a svébytný finský jazyk. Toto období dalo mimo jiné vzniknout Kalevale, jednomu z nejvýznamnějších děl finské literatury. Následkem katastrofálního hladomoru v letech 1866–1868 došlo k uvolnění hospodářských regulací a rozsáhlé emigraci.
Roku 1917 vyhlásilo Finsko samostatnost. O několik měsíců později vypukla občanská válka mezi „bílými“ (konzervativci, podporovaní Německem) a „rudými“ (levice, podporovaná ruskými bolševiky). Válka skončila na jaře 1918 vítězstvím bílých. Po stabilizaci vnitřních poměrů začal rychlý růst dosud stále převážně agrárního hospodářství. Finsko navázalo pevné vztahy se Západem, především s Velkou Británií a Švédskem, avšak vztahy se Sovětským svazem zůstávaly napjaté. Během druhé světové války Finsko se Sovětským svazem dvakrát bojovalo, poprvé při obraně své nezávislosti během Zimní války a následně po boku nacistického Německa v Pokračovací válce. Poválečné mírové dohody Finsku odňaly velkou část Karélie a některá další území ve prospěch Sovětského svazu. Finsko si však zachovalo svoji nezávislost. Poválečné vztahy se Sovětským svazem reflektovaly historickou zkušenost podřízením se zahraniční politice SSSR, což se označuje termínem finlandizace.
Ve druhé polovině své nezávislé existence si Finsko udržovalo smíšenou ekonomiku. Od poválečného hospodářského boomu zůstává finský hrubý domácí produkt na obyvatele jedním z nejvyšších na světě. Rozvoj sociálního státu v letech 1970–1990 přinesl nárůst veřejných výdajů a zaměstnanosti ve státním sektoru, což mělo za následek zvyšování daňové zátěže obyvatel. V roce 1992 Finsko čelilo krizi způsobené přehřátím ekonomiky a současným poklesem domácího i zahraničních trhů. Roku 1995 Finsko vstoupilo do Evropské unie a v roce 2002 nahradilo markku za euro. Finsko do roku 2023 zůstávalo mimo vojenské pakty. Po napadení Ukrajiny Ruskem v roce 2022 vstoupilo Finsko k 4.4.2023 do NATO.

## Původ Finů
Finština a laponština jsou ugrofinské jazyky. Nepatří mezi indoevropské jazyky, ale mezi uralské. Finštině nejpříbuznější ještě běžně používaný jazyk je estonština. Spolu patří do podskupiny baltofinských jazyků. Ostatní ugrofinské jazyky jim jsou mnohem vzdálenější.
Původ Finů a jejich jazyka je stále dost sporný. Obyčejně se za jejich pravlast považuje západní nebo střední Sibiř. Někdy se za jejich pravlast ale považuje velká oblast mezi řekou Volhou a Skandinávií.
Předkové Finů přišli do dnešního Finska před tisíci lety v mnoha vlnách z východu, jihu a západu a založili zde lovecko-zemědělskou kulturu. V této době zřejmě byli také předkové dnešních Laponců tvořící lovecko-sběračskou kulturu vytlačeni dále na sever.
Novější teorie Kaleviho Wiika, která byla zformulovaná během 90. let 20. století se vrací až do doby ledové. Během ní měli předkové Finů žít v jedné ze tří evropských obyvatelných oblastí. Ve druhé žili budoucí Indoevropané a ve třetí Baskové. Když ledovec roztál, Ugrofinové se rozšířili na sever. Zabydlili se ve střední a severní Evropě. Baskové obsadili západní Evropu. Později Indoevropané seznámili své lovecko-sběračské sousedy se zemědělstvím a naučili je nejen své kultuře, ale i jazyk. Spolu se zemědělstvím se tedy šířilo i indoevropanství. Takhle vznikly keltské, germánské, slovanské a baltské jazyky. Finové nebyli tímto šířením dotčeni kvůli své izolaci. Toto má vysvětlit, proč jsou Finové jazykově od svých sousedů tak rozdílní, ačkoli geneticky jsou velmi blízce příbuzní s Indoevropany ze střední Evropy. Tato teorie však není přijímaná většinou lingvistů. Není vyvrácena archeologickými nálezy, ale mnoho jazykovědců ji považuje za nemožnou.
Genetický výzkum ukazuje, že Finové jsou nejpříbuznější s mluvčími germánských jazyků.[zdroj⁠?!] Překvapivě jsou jim geneticky nejpodobnější belgičtí Vlámové.[zdroj⁠?!] Tato podobnost je v genech, které se dědí pouze z matky na dceru. Napovídá to, že měli společné předky, pravděpodobně v době ledové ve stejné obyvatelné oblasti. Nicméně tato podobnost nijak nedokazuje existenci společného jazyka, natož, že by byl ugrofinský. Ugrofinské jazyky se také mohly vyvinout a rozšířit až po skončení doby ledové.
Jiná hypotéza předpokládá, že původní obyvatelstvo přišlo ze střední Evropy, ale jazyk přinesli dobyvatelé z východu. Ti by pak zřejmě povraždili své domácí soky a sžili se s místními ženami.

## Prehistorie

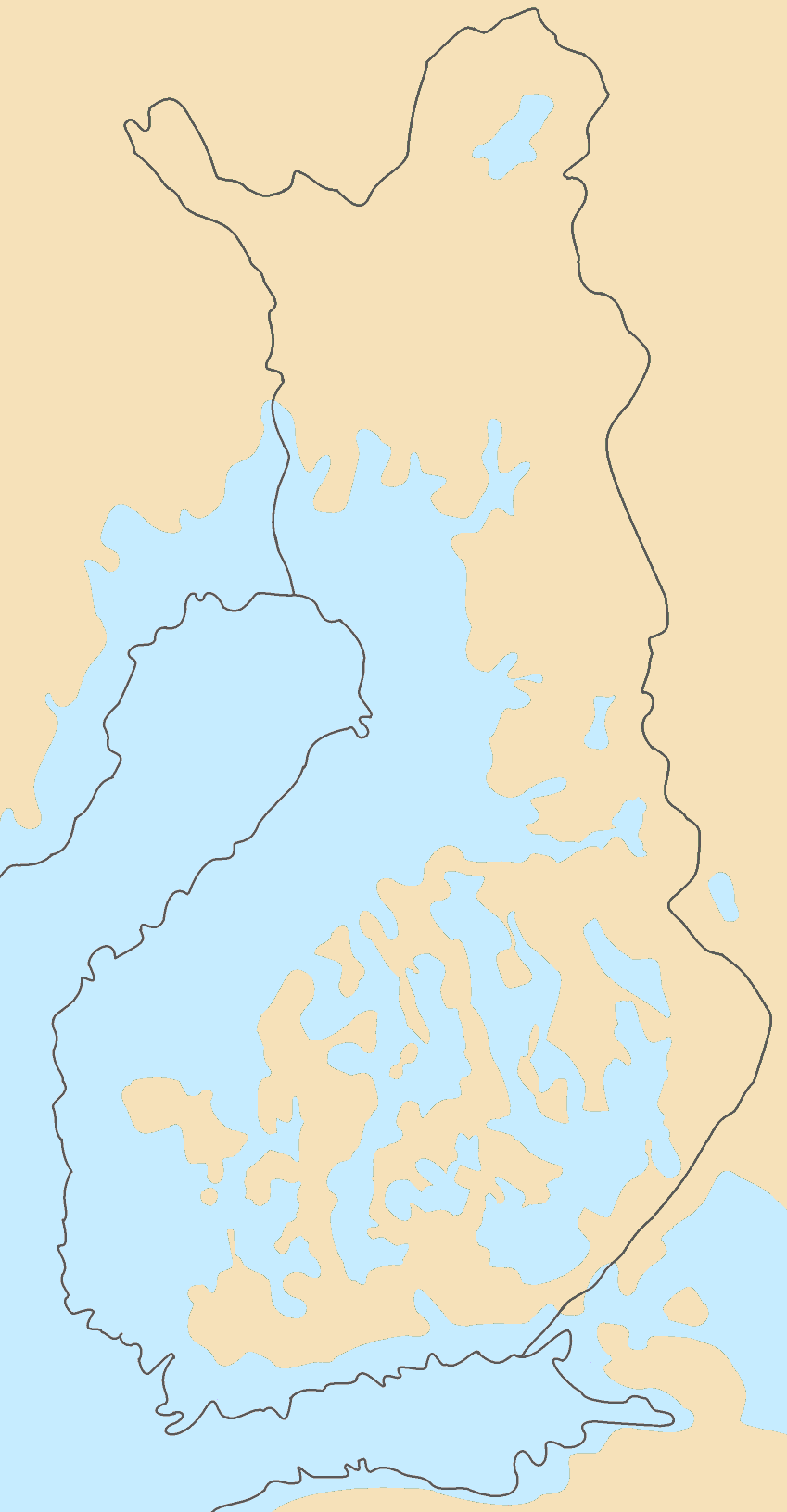
Finsko po poslední době ledové
(9000 př. n. l.)

Neandrtálské osídlení v paleolitu dokládají nálezy z jeskyně Susiluola v Karijoki. Jsou datovány do doby před 130 000 lety.
Během poslední doby ledové bylo Finsko zcela pokryté ledovcem, nemohli zde tedy žít lidé. Když ledovec roztál, většina dnešního Finska naopak byla pod vodou, protože tlak ledovce způsobil izostatické stlačení pevniny. V této době bylo Finsko velkým souostrovím.
První důkazy o osídlení dnešním člověkem máme až zhruba z 8500 let př. n. l. Tito lidé přišli zřejmě z jihu a východu. Mezolitické sídliště lovců a sběračů se označuje jako „kultura jezera Suomus“. Tu okolo roku 5300 př. n. l. nahradila „kultura hřebenové keramiky“, která je známá svým hrnčířstvím. Přestože důležitou součástí života stále byl lov a rybolov, začal tím i ve Finsku neolit. Od 5. tisíciletí př. n. l. obyvatelé Finska čile obchodovali se svými sousedy. Do Finska bylo dovezeno velké množství pazourku a jantaru. Z té doby se, zvláště ve východním Finsku, nalézají i skalní kresby, které zřejmě sloužily šamanům. Předpokládá se, že protofinský jazyk se do Finska rozšířil nejpozději právě v této době.
Po roce 3200 př. n. l. přišla do jižního Finska vlna imigrantů nebo alespoň silný kulturní vliv z jihu, dnešního Pobaltí. Tato kultura byla součástí evropské „kultury šňůrové keramiky“, která se často spojuje s pohybem mluvčích indo-evropských jazyků. Kultura šňůrové keramiky, nebo také „kultura sekeromlatů“, se zde zřejmě už zabývala zemědělstvím a chovala dobytek. Dál do vnitrozemí byly společnosti méně vyvinuté. Finština byla ovlivněna indoevropskými baltskými jazyky (a naopak) zhruba v období 3500 až 1000 roků př. n. l. V této době se také od finštiny odštěpila laponština.
Doba bronzová začala ve Finsku okolo roku 1500 př. n. l. Šířila se nejprve ze západu. Pobřežní oblasti Finska byly součástí severské bronzové kultury, zatímco vnitrozemí bylo ovlivněno bronzovými kulturami severního Ruska. Po roce 500 př. n. l. zde začala doba železná. Dovezené železné břity a místní železná výroba se v oblasti objevily zhruba ve stejnou dobu.
Nejstarší písemná zmínka o Finsku se nalézá v Tacitově díle Germania, které bylo napsáno okolo roku 100 n. l. Popis kočovného národa Fenni, ale neodpovídá tehdejším Finům, protože ti již byli usedlými zemědělci. Zřejmě se jednalo o popis Laponců.
Během 1. století n. l. se zvětšil obchod se Skandinávií. Byly dokonce nalezeny starořímské předměty. Během 1. tisíciletí vyměňovali obyvatelé Finska své produkty, většinou kůže, se skandinávskými obchodníky. Samozřejmě, vliv přicházel i z jihu a východu. Společnost v té době byla již rozvrstvená. Nálezy bohatě, většinou zbraněmi, vybavených pohřebišť napovídají, že vládnoucí elita zde existovala už od 3. století n. l. Nicméně centralizovaná společnost se zde během této doby nevyvinula. Dokonce ani v éře Vikingů.
Finská společnost se v této době rozdělila do 3 hlavních skupin: vlastní Finové, Tavastiové (Tavastia je latinský název území a pozdější provincie Häme, odvozeno ze švédského Tavastland) a Karelové. Každou z těchto skupin lze dobře doložit jak archeologicky, tak lingvisticky. Archeologicky lze vysledovat jasně ohraničené osídlení: Finové na západě, Karelové na východě a Tavastiové uprostřed země. Jazykově si zejména karelská finština uchovala svou svébytnost a stala v 19. století vděčným zdrojem inspirace pro finské obrozenecké jazykovědce a spisovatele.
Alandy se nejpozději od 6. století n. l. staly zcela švédské; laponské oblasti na severu se oddělily jazykově i kulturně už dříve a šly svou vlastní cestou vývoje (až do pozdního středověku jen velmi málo ovlivněny evropskou kulturou).

## Středověk

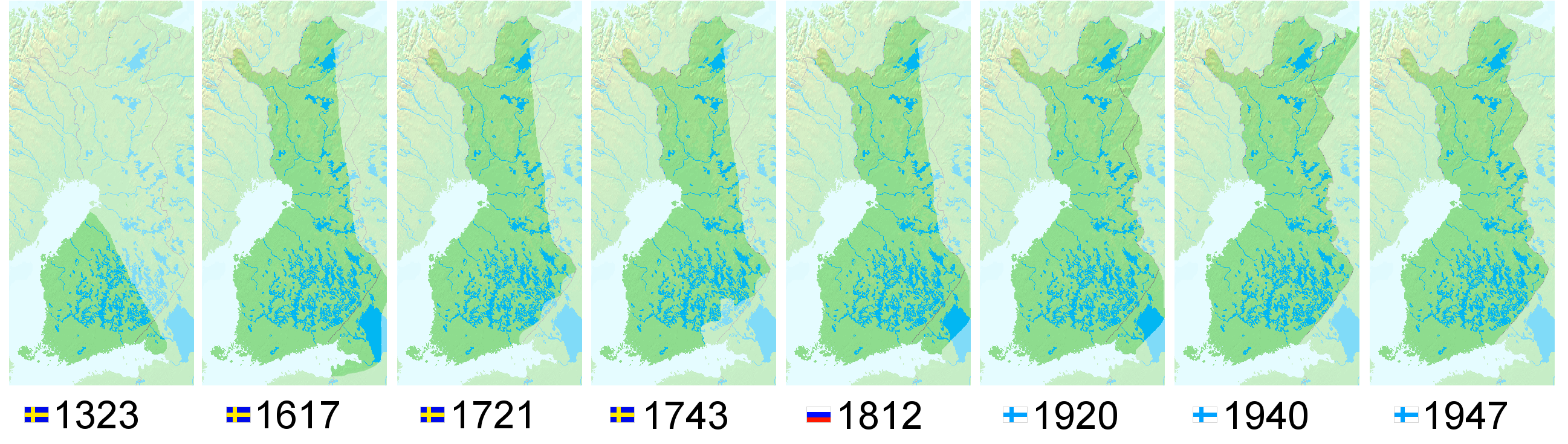
Vývoj finského území.

Styky Finů se Švédskem byly běžné i během předkřesťanské éry. Vikingové zde byli známí jak díky svým obchodům, tak loupení. Přesto nemáme žádný důkaz o tom, že by ve Finsku, kromě Aland, vznikly skandinávské osady.
Podle archeologických nálezů zakořenilo ve Finsku křesťanství v 11. století. Podle pozdějších zdrojů sem roku 1155 zavítal Jindřich Uppsalský (Piispa Henrik), pravděpodobně Angličan, aby zorganizoval církev a vybral církevní daně. Pravděpodobně byl podporovaný švédským králem. Jindřich byl brzy zabit, ale na jeho památku vznikl významný kult.
Podle několika málo dochovaných dokumentů zůstala církev ve Finsku až do počátku 13. století neorganizovaná. Jistou stabilitu a pořádek dokázal přinést až misionářský biskup Tomáš. Ve stejné době se několik států snažilo Finsko si podrobit: nově vzniklé Švédské království, Dánsko, Novgorodská republika a zřejmě také velitelé německých křížových výprav. Finové měli vlastní vládce, ale žádnou centrální autoritu. Navzdory kulturním a jazykovým podobnostem muselo být vědomí společné finské identity jen mlhavé.
Jako „Finsko“ se označovala jen jihozápadní provincie, kterou od 18. století známe jako region Vlastní Finsko. Myšlenka „Finské země“ v moderním smyslu se pomalu rozvíjela od 15. do 18. století. Idea byla podpořena zejména katolickou církví, která považovala oblast zhruba dnešního Finska za jednu diecézi, a tak se Finové mohli začít považovat za vzájemně příbuzné.
Švédskou vládu ve Finsku se podařilo stabilizovat jarlu Birgerovi po křížové výpravě, která se většinou datuje do roku 1238 nebo 1249. Novgorod naopak získal moc nad Karélií, východním sousedem Finska. Vznikla tak na východě Finska i hranice mezi katolickou a pravoslavnou sférou vlivu.
Během 13. století se Finsko začlenilo do středověké evropské civilizace. Okolo roku 1249 do Finska přišel Dominikánský řád a získal zde značný vliv. Počátkem 14. století se na Sorbonně objevili první finští studenti. (Během 14. století přicházeli také do Prahy.) V jihozápadní části země se původní osídlení vyvinulo v první město – Turku, které se záhy stalo jedním z největších měst ve Švédském království. Bydleli v něm také němečtí obchodníci a řemeslníci. Zbytek Finska byl ale urbanizován jen velmi málo. V jižním Finsku a na západním pobřeží bylo řídké zemědělské osídlení úzce spojené s jednotlivými farnostmi. V ostatních částech země žily malé populace laponských lovců, rybářů a malých farmářů, kteří byli vykořisťováni finskými a karelskými výběrčími daní.
Roku 1249 se uskutečnila druhá křížová výprava pod vedením jarla Birgera. Byl založen hrad Hämeen linna.
Během 12. a 13. století přišel velký počet švédských osadníků na jižní a severozápadní pobřeží Finska, na Alandy a ostrovy mezi Alandy a Turku. V těchto regionech se dnes běžně mluví švédsky. Švédština se stala jazykem vysoce postavených lidí také v mnoha dalších částech země.
Biskupství v Turku bylo založeno během 13. století. Často se označuje jako středověký předchůdce dnešního Finska, protože jeho diecéze zahrnovalo celé jeho dnešní území. Katedrála v Turku se stala centrem kultu svatého Jindřicha a přirozeně také kulturním centrem diecéze. Biskup byl církevní autoritou nad většinou dnešního Finska a byl obyčejně i nejmocnějším mužem v zemi. Biskupové byli často Finové. Na druhou stranu velitelé hradů byli častěji Skandinávci nebo Němci.
Silná vyborská pevnost (finsky Viipuri, švédsky Viborg) bránila východní hranici Finska od roku 1293. Švédsko sice roku 1323 podepsalo s Novgorodem Nöteborský mír, ten ale netrval dlouho. Například roku 1348 švédský král Magnus Eriksson vypravil křížovou výpravu proti „pravoslavným kacířům“. Mise ale brzy selhala, a král tak dokázal pouze ztratit domácí podporu, kterou už nikdy nezískal zpět.
Roku 1362 byli zástupci Finska poprvé povoláni, aby se zúčastnili voleb švédského krále. Tento rok je často považován za datum začlenění finského území do Švédského království. Podobně jako ve skandinávské části království i zde nižší šlechta sestávala z velmožů a zemanů, kteří si mohli dovolit výzbroj pro muže a koně. Většina z nich žila v jižní části Finska.
Jablkem sváru mezi Švédskem a Novgorodem bylo severní pobřeží Botnického zálivu a divočina regionu Savo ve východním Finsku. Novgorod považoval tyto oblasti za svá lovecká a rybářská území a protestoval proti pomalé infiltraci katolických osadníků ze západu. Koncem 14. a během 15. století se vyskytly občasné nájezdy a šarvátky mezi Švédskem a Novgorodem, po většinu času se ale udržoval křehký mír.
Finsko bylo zataženo také do vnitřních švédských potyček. Během 80. let 14. století se sem ze skandinávské části Švédska přenesla občanská válka. Jejím vítězem se stala královna Markéta I. Dánská, která roku 1389 svedla na 130 let pod jednu vládu Dánsko, Švédsko a Norsko (Kalmarská unie). Finsko bylo několikrát zataženo do pokusů Švédů tuto unii opustit. Obecně ale Finsko během 15. století relativně prosperovalo, populace rostla a ekonomika se zlepšovala.
Koncem století ale na východě zase přituhlo. Moskevské velkoknížectví dobylo Novgorod, čímž si připravilo půdu pro sjednocení Ruska. Válka Švédska s Ruskem na sebe nenechala dlouho čekat. Propukla roku 1495 a trvala dva roky. Opevněný Vyborg stál proti ruskému obležení. Podle tehdejších legend byl zachráněn jen zázrakem.

## 16. století

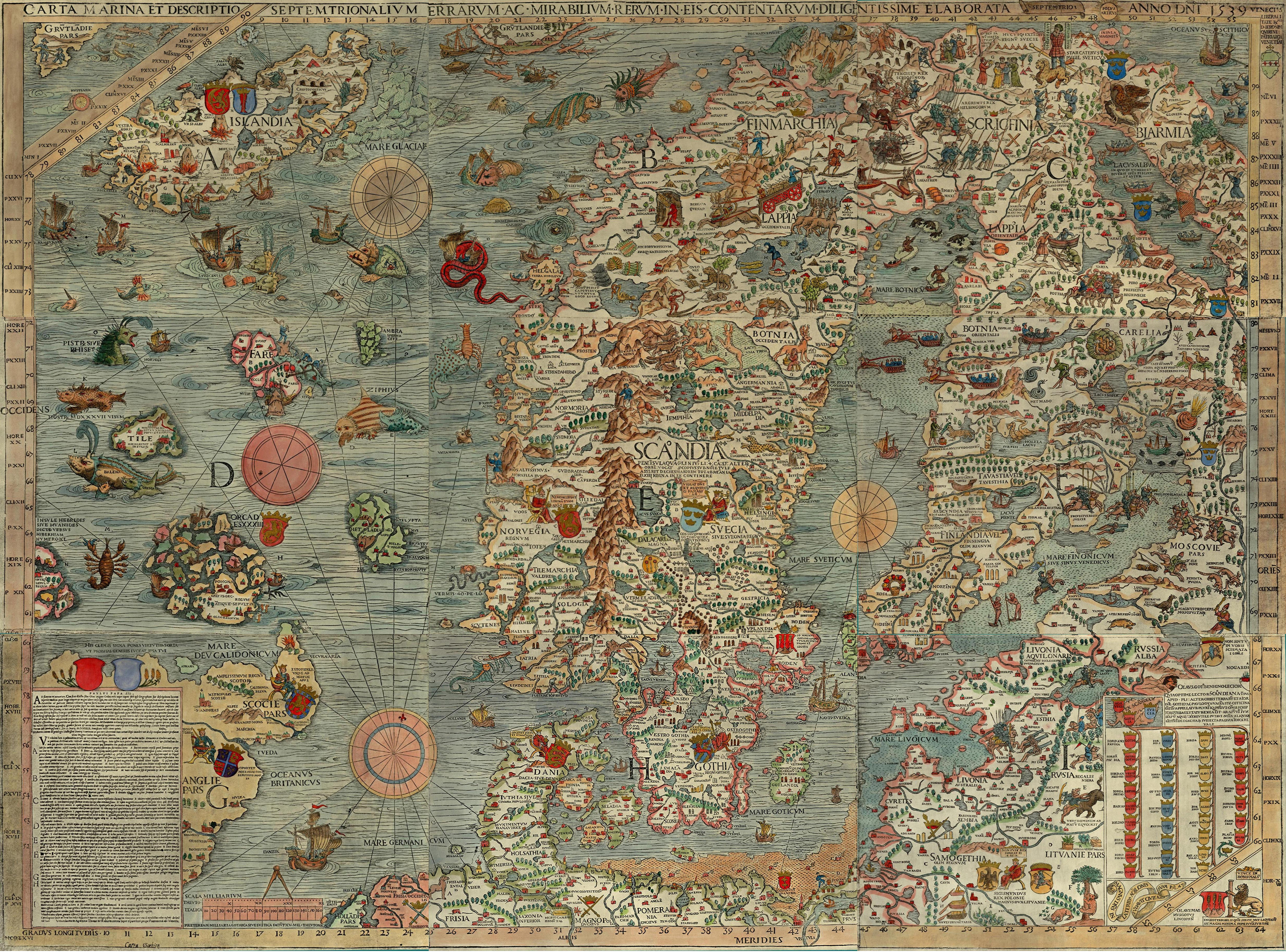
Carta Marina od Olafa Magnuse
z roku 1539.

Roku 1521 se rozpadla Kalmarská unie a švédským králem se stal Gustav Vasa, který zreformoval švédskou církev a rozsáhlými reformami prošla i státní správa. Větší pravomoci byly dány místním komunitám, což mělo za následek vybírání vyšších daní.
- 1527: Protestantská reformace ve Švédsku.
- 1550: Založeny Helsinky Gustavem Vasou, ale po dvě století zůstaly jen větší rybářskou vesnicí.
- 1551: Mikael Olai Agricola, biskup v Turku, přeložil do finštiny Nový zákon.

Král Gustav Vasa zemřel roku 1560 a jeho korunu převzali postupně jeho tři synové. Za vlády krále Erika XIV. začala éra rozšiřování království. Švédsko roku 1561 převzalo Tallinn. Následovalo období válek, které trvalo celých 160 let. V první fázi Švédsko bojovalo o Estonsko, Livonsko (Lotyšsko) s Dánskem, Polskem a Ruskem. Obyčejní Finové v těchto časech trpěli pod nájezdy, vysokými daněmi a zločiny vojáků. Strádání vyvrcholilo roku 1596 povstáním, takzvanou válkou palic, která byla krvavě potlačena.
Důležitou součástí historie Finska v 16. století je zvětšování oblastí obydlených sedláky. Koruna podporovala sedláky z provincie Savo, aby se usadili v rozlehlých „divočinách“ středního Finska obývaných Laponci. Tak se i stalo a původní obyvatelé Laponci museli často odejít. Některá obsazená území si ale nárokovali i karelští lovci. Během 80. let 16. století v některých oblastech šarvátky přerostly v krvavou partyzánskou válku mezi finskými osadníky a Karelci.
- 1595: Täyssinský mír s Ruskem; finské hranice se posunuly dále na východ a sever.
- 1596–97: válka palic.

## 17. století – Švédské impérium
Mezi lety 1617 a 1632 vládl ve Švédsku král Gustav II. Adolf, jehož reformy změnily švédskou armádu ze sedlácké domobrany na efektivní válčící stroj, pravděpodobně nejlepší v Evropě. Livonsko již bylo dobyto a po uzavření stolbovské smlouvy připadly Švédsku i některé části vnitřně nejednotného Ruska. Švédsko se rozhodlo zasáhnout do velkých bojů mezi německými protestanty a katolíky. V roce 1630 švédská a finská armáda vpochodovala do střední Evropy.
V letech 1630 až 48 Finové bojovali v třicetileté válce. Finská lehká jízda svou bojovností a krutostí šířila mezi katolickými vojsky strach. Se švédským vojskem vtrhli Finové i do Čech.
Po Vestfálském míru roku 1648 se Švédsko zařadilo mezi evropské velmoci. Už během války ale král provedl ve Finsku důležité reformy.

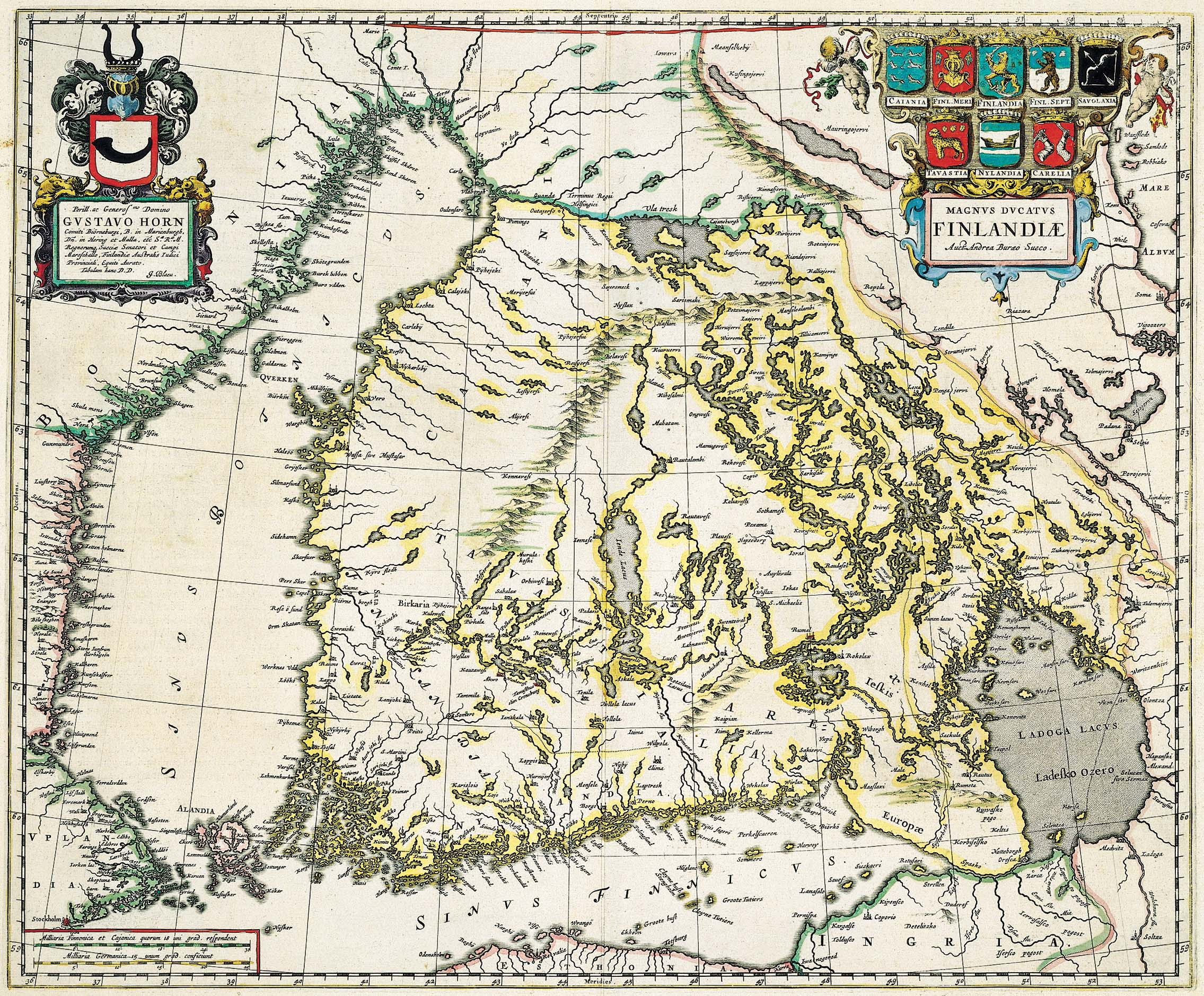
Velkovévodství Finské v roce 1662

- V letech 1637 až 40 a 1648 až 54 se finským guvernérem stal hrabě Per Brahe. Pod jeho vedením se země rozvíjela. Zakládala se například nová města.
- Roku 1640 byla v Turku na návrh guvernéra založena první univerzita ve Finsku, Královská akademie. Protože ji založila královna Kristina Švédská, říká se, že je to jediná univerzita v Evropě, kterou založila žena.
- V roce 1642 byla konečně ve finštině vydána celá Bible.

Nicméně pokračující války, vysoké daně a studené klima (viz malá doba ledová) změnilo finským rolníkům skvělé švédské časy v ponurou dobu. V letech 1655 až 1660 zuřily nové války, které přinesly finské vojáky na bojiště v Livonsku, Polsku a Dánsku. Roku 1676 se Švédsko změnilo v absolutní monarchii.
Ze středního a východního Finska se vyváželo velké množství dehtu, který evropské armády používaly při udržování svých lodí. Podle některých teorií, zde počínající kapitalismus přinesl ke konci 17. století do kraje hony na čarodějnice. Lidé díky prosperitě více očekávali od budoucnosti a když se jejich přání neuskutečňovala, rychle za to vinili čarodějnice. Byl to také důsledek víry luteránů, která byla do Finska přinesena z Německa.
Z náboženského pohledu, 17. století bylo érou velmi přísného ortodoxního luteránství.
V letech 1697 až 99 zasáhl Finsko hladomor, který zabil okolo 30 % populace. Hned na to začala severní válka (1700 až 1721).

## Finsko v 18. století
Během severní války (1713–1721) Finsko okupovali Rusové. Po Nystadském míru byla jihovýchodní část Finska, včetně důležitého přístavu Vyborgu anektována Ruskem. Finsko-ruská hranice procházela zhruba stejnými místy jako po 2. světové válce. Švédsko přestalo být evropskou velmocí a na jeho místo nastoupilo Rusko. Stejně tak ve Švédsku skončila absolutní monarchie. Během této poválečné doby vládl zemi parlament. O moc bojovaly hlavně dvě strany, Hattarna (Klobouky) a Mössorna (Čepice). Třetí, Dvorní stranu s úzkým propojením s královským dvorem nechávaly prakticky bez vlivu. Čepice chtěly mírumilovný vztah s Ruskem a podporovalo je mnoho Finů. Ostatní Finové toužící po odplatě podporovali Klobouky.
Finsko v této době nebylo příliš osídleno. V polovině 18. století žilo ve Finsku podle oficiální statistiky méně než 470 000 lidí. Nicméně tato čísla jsou založena na záznamech luteránské církve, takže několik pravoslavných farností v severní Karélii nebylo započítáno. Populace ale rychle rostla a zdvojnásobila se ještě před koncem století. 90 % populace je obvykle považováno za rolníky, ale většina z nich patřila k vrstvě nezdaněných sedláků. 45 % mužské populace mělo volební právo a politickou reprezentaci v legislativě. Ačkoli duchovní, šlechta a měšťané měli vlastní parlamentní komory, sedláci zvyšovali svůj politický vliv a vymaňovali se z cizího vlivu.
18. století bylo relativně klidné období, částečně proto, že se již tolik neválčilo. Nicméně po Rusko-švédské válce v letech 1741–1743, neúspěšném pokusu právě vládnoucích Klobouků o znovudobytí prohraného území a uzavření Turkuského míru, Švédsko ztratilo další část jižní Karélie a Savonlinnu. Ruská propaganda v této době naznačovala možnost vytvoření samostatného finského království.
Jak ruské impérium, tak předrevoluční Francie chtěly ze Švédska udělat na sobě závislý stát. Poslanci a další vlivní lidé běžně přijímali úplatky, aby se dostali výše. Bezúhonnost a důvěryhodnost politického systému upadala. V roce 1771 provedl charismatický král Gustav III. převrat, zrušil parlamentní systém a víceméně s podporou parlamentu znovunastolil vládu krále. V roce 1788 začal znovu válčit s Ruskem. Navzdory několika vítězným bitvám válka nic dobrého nepřinesla, jen zmatek v ekonomickém životě Finska. Popularita krále výrazně poklesla. Během války skupina důstojníků vydala Anjalaské prohlášení, ve kterém požadovala mírová jednání a svolání parlamentu. V této době se někteří finští důstojníci spikli a pokusili se s podporou Ruska vytvořit nezávislé Finsko. Po prvním šoku král opozici rozdrtil. Nová Ústava z roku 1789 dále upevnila královskou moc. Kromě toho také vylepšila postavení rolníků. Válka však musela být ukončena i bez územních zisků, takže mnoho Švédů krále teď považovalo za utlačovatele.
Kromě války mezi lety 1788 a 1790 byla poslední desetiletí 18. století ve Finsku obdobím rozvoje. Vzrůstal obchod a vzkvétalo zemědělství. Šířící se osvícenství vneslo do společnosti širokou debatu o politice, náboženství a morálce a vysunul do popředí národnostní problém ve Finsku. Drtivá většina Finů totiž mluvila jen finsky, ale noviny, beletrie a politické listy byly psány téměř výhradně švédsky.
Dvě ruské okupace byly kruté a nemohly být lehce zapomenuty. Byly také semínkem pocitů odlišnosti, které nakonec vedly k vytvoření vědomí samostatné finské identity, která reprezentovala východní část říše. Vliv ruského hlavního města Sankt Petěrburgu byl také mnohem silnější v jižním Finsku než ve zbytku Švédského království. Kontakty přes novou hranici rozptýlily nejhorší obavy z osudu vzdělaných a obchodních tříd v ruském režimu. Na přelomu století byly švédsky mluvící vzdělané třídy důstojníků, duchovních a státních úředníků dobře připraveny stát se loajálními k silnému carskému Rusku.
Král Gustav III. byl zavražděn roku 1792. Jeho syn Gustav IV. Adolf převzal korunu až po regentském období. Nový král nebyl nijak zvlášť talentovaný vládce, alespoň dost talentovaný na to, aby provedl své království nebezpečnou dobou Francouzské revoluce a napoleonskými válkami.

## Finské velkoknížectví
Během finské války mezi Švédskem a Ruskem bylo Finsko znovu dobyto armádami cara Alexandra I. V Porvoo byl 29. března 1809 ustanoven Finský sněm, který nahrazoval původní švédský Riksdag čtyř stavů, aby zaručil oddanost ruskému caru. Poté, co Švédsko prohrálo válku a 17. září 1809 uzavřelo Fredrikshamnskou dohodu, Finsko zůstalo autonomní velkoknížectví Ruského carství. Zůstalo jím až do konce roku 1917, přičemž roku 1812 k němu byla zpět přičleněna finská Karélie.
Stupeň autonomie se během let ruské nadvlády měnil. Objevila se také, zejména během dvou posledních desetiletí, období cenzury a politického stíhání. Avšak finské rolnictvo zůstalo, na rozdíl od rolníků v samotném Rusku, svobodné. Zůstal totiž v platnosti starý švédský zákon včetně důležitých částí z Ústavy Gustava III. z roku 1772. V 60. letech 19. století byl obnoven Sněm čtyř stavů, který přijímal novou doplňkovou legislativu, která se týkala vnitřních záležitostí Finska.
V 19. století se do Finska také dostala industrializace, která začala v lesnickém, hornickém a strojním průmyslu. Položila základy dnešní finské prosperity, přestože zemědělství až do 2. poloviny 20. století zaměstnávalo relativně velkou část populace.

### Nacionalismus
Díky začlenění Finska do švédské centrální administrativy v 16. a 17. století se zde hlavním jazykem na úřadech a ve školství stala švédština. Předtím ve středověké monarchii byly kromě domácí finštiny a švédštiny důležité ještě němčina a latina. Finština se stala zase hlavním jazykem po oživení finského nacionalismu v 19. století. Noví ruští vládci se také pochopitelně snažili oddělit Finy od švédských kořenů, aby si zajistili finskou oddanost.
Prvním z větších impulzů k nacionalismu, který později vyústil až v nezávislost, se stalo v roce 1849 vydání tzv. finsko-karelského národního eposu zvaného Kalevala, již napsal Elias Lönnrot. Finské národní probuzení v polovině 19. století bylo důsledkem toho, že švédsky mluvící horní vrstvy začaly propagovat finskou kulturu a jazyk, aby v lidech zakořenil pocit finské jednoty.
Roku 1863 se finština dostala na úřady a od 1892 se stala zcela rovnocenným oficiálním jazykem ke švédštině. Během jediné generace finština začala ve společnosti a vládě jasně převažovat.

### Rusifikace
Na přelomu 19. a 20. století se Rusko snažilo o ukončení finské autonomie. Této snaze Finové čelili orientací na západní velmoci a diplomacií. Dvakrát, nejprve během rusko-japonské války a pak během 1. světové války se proces rusifikace pozastavil, případně i trochu vrátil. Například aby se vylepšily rusko-finské vztahy během rusko-japonské války, byl roku 1906 nahrazen původní čtyřkomorový Sněm jednokomorovým parlamentem (finsky Eduskunta), který vzešel ze všeobecných voleb, ve kterých jako první v Evropě volily i ženy.

## Nezávislost a občanská válka
V důsledku ruské únorové revoluce Finsko zavedlo nový Finský senát, koaliční vládu se stejnou strukturou, jako měl Finský parlament. Po všeobecných volbách v roce 1916 měla sociální demokracie mírnou většinu a sociální demokrat Oskari Tokoi se stal předsedou vlády. Nový senát chtěl spolupracovat s revoluční vládou v Rusku, ale nedospělo se k žádné dohodě. Obecně řečeno, Finové považovali po sesazení cara personální unii s Ruskem za ukončenou. Předpokládali, že carovy pravomoci budou přesunuty na Finský parlament, což však ruská prozatímní vláda nemohla přijmout. Pro finskou sociální demokracii byla buržoazie překážkou jak na cestě k finské samostatnosti, tak proletářské verzi cesty ke spravedlnosti. Nesocialisté v Tokoiově senátu a parlamentu ale odmítli socialistický návrh parlamentarismu, protože podle nich zacházel příliš daleko a příliš provokoval. Návrh omezoval ruský vliv na domácí události, ale nijak se nedotkl moci ruské vlády v záležitostech obrany a zahraniční politiky. Pro ruskou prozatímní vládu ale byl příliš radikální. Protože parlament překročil svou pravomoc, byl rozpuštěn.
Menšina v parlamentu a Senátu byla spokojena. Nové volby slibovaly šanci získat většinu, která by podle jejich přesvědčení mohla vylepšit porozumění s Ruskem. Nesocialisté chtěli spolupracovat s ruskou prozatímní vládou také proto, že se báli, že moc socialistů poroste a vyústí v radikální reformy jako třeba rovné volební právo v obecních volbách a pozemkovou reformu. Většina měla ale samozřejmě úplně opačný názor a neakceptovali právo ruské prozatímní vlády rozpustit parlament.
Sociální demokraté trvali na svém návrhu a protestovali proti vydání dekretu rozpouštějícím parlament. Nesocialisté naopak hlasovali pro jeho vydání. Kvůli této neshodě se sociální demokraté rozhodli opustit senát. Když se parlament po letní recesi v srpnu 1917 znovu sešel, byly přítomny jen skupiny podporující návrh. Ruské jednotky obsadily sněmovnu, parlament byl rozpuštěn a byly vypsány nové volby. Výsledkem byla těsná buržoazní většina a zcela nesocialistický senát.
Odmítnutí návrhu sociální demokracie a spolupráce mezi finskou buržoazií a utiskujícím Ruskem vyprovokovala velkou hořkost mezi socialisty a desítky politicky motivovaných útoků včetně vražd.

### Nezávislost
VŘSR obrátila finskou politiku naruby. Teď, když nesocialisté měli v parlamentu většinu, pocítili velkou šanci na úplnou nezávislost. Na druhou stranu socialisté se teď na Rusko dívali jako vzor hodný následování. 15. listopadu 1917 bolševici vyhlásili obecné právo na sebeurčení včetně práva na úplné odtržení od Ruska pro všechny národy Ruska.
Kvůli obavám z vývoje v Rusku a doma ve Finsku navrhl nesocialistický senát parlamentu Vyhlášení nezávislosti Finska, se kterým parlament souhlasil 6. prosince. Podle bolševiky proklamovaného dodržování práva na sebeurčení měla ruská revoluční vláda vyhlášení co nejdříve přijmout, ale stalo se tak až téměř po měsíci, 4. ledna 1918. Německo a skandinávské státy nezávislost Finska vzápětí uznaly také.

### Občanská válka
V roce 1918 zažilo Finsko od ledna do května krátkou, ale hořkou občanskou válku (finsky sisällissota), která na mnoho let ovlivňovala domácí politiku a zahraniční vztahy. Finská vláda porazila socialistické povstání rudých, kteří vyhlásili Finskou socialistickou dělnickou republiku. Vůdcem bílých byl Pehr Evind Svinhufvud a jejich velitelem generál baron Carl Gustaf Emil Mannerheim. Vítězství bylo dosaženo za podpory Německa a pouze německá porážka v 1. světové válce zachránila Finsko před výraznou závislostí na Německu. Sousední Švédsko bylo uprostřed vlastního procesu demokratizace a mělo poprvé v historii socialistickou vládu. Na mnoho desetiletí tak Finové z obou stran konfliktu cítili hořkost z neochoty Švédska se do občanské války zapojit.
Během občanské války Ústřední mocnosti a Bolševické Rusko podepsaly Brestlitevský mír, ve kterém stálo:
Německo a Rakousko-Uhersko mají v úmyslu určit budoucí status těchto území ve shodě s jejich obyvatelstvem.
Finsko a Alandy okamžitě opustí ruská vojska a ruské rudé gardy a z finských přístavů odpluje ruská flotila a ruské námořní síly. Dokud bude přesunům lodí do ruských přístavů bránit led, zůstanou na jejich palubách pouze omezené síly. Rusko musí ukončit všechnu agitaci a propagandu proti Vládě nebo veřejným institucím Finska.
Pevnosti vybudované na Alandech budou co nejdříve odstraněny. Co se týče stálého zrušení pevností na těchto ostrovech a dalšího nakládání s nimi, aby vyhovovaly technickým záležitostem vojenské navigace, bude mezi Německem, Finskem, Ruskem a Švédskem uzavřena zvláštní smlouva. Smluvní strany rozumí, že na žádost Německa budou v této věci konzultovány také ostatní státy na pobřeží Baltského moře.
Občanská válka si vyžádala 30 000 obětí (celé 1 % populace), převážně rudých.

## Meziválečné období

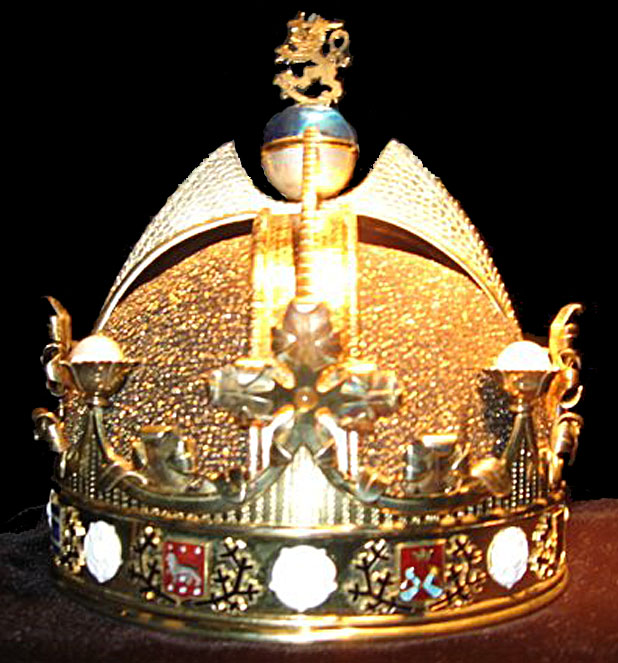
Replika nikdy nepoužité koruny finského království

Navzdory Vyhlášení nezávislosti, ve kterém se o Finsku psalo jako o republice, se Finsko mělo stát konstituční monarchií. Za krále byl zvolen německý princ Fridrich Karel Hesenský, který měl vládnout pod jménem Väinö I. Finský. Regenty se stali Pehr Evind Svinhufvud a Carl Gustaf Emil Mannerheim. Nicméně kvůli porážce Německa v 1. světové válce byla myšlenka na království opuštěna a Finsko se stalo republikou.
Poražení komunisté odešli do exilu nebo do podzemí. V bolševickém Rusku zformovali exilovou Komunistickou stranu Finska (Suomen kommunistinen puole), která byla napojena na domácí parlamentní Socialistickou stranu práce (Sosialistinen työväenpuolue). Sociální demokraté (Suomen sosialidemokraattinen puolue), v jejichž čele stál Väinö Tanner, odpůrce zapojení sociální demokracie do občanské války na straně rudých, obnovili sociálně demokratickou stranu jako demokratickou stranu, která pak byla největší finskou politickou stranou.
Konzervativci (Národní koalice – Kansallinen kokoomus) svedli s liberály (Národní pokroková strana – Kansallinen edistyspuolue) podporovanými sociálními demokraty zápas o to, zda Finsko bude země s poloprezidentským nebo parlamentním systémem. Zvítězili konzervativci, kteří prosadili silného prezidenta republiky (ovšem voleného parlamentem) a zavedli prohibici. Ve volbách však levicový liberál, profesor Kaarlo Juho Ståhlberg, podporovaný sociální demokracií, konzervativce Mannerheima porazil.
Nově vzniklá republika čelila sporu o Alandy, na kterých se mluvilo jen švédsky a které usilovalo o opětovné připojení ke Švédsku. Jelikož Finsko nechtělo ostrovy ztratit, nabídlo jim autonomii. Obyvatelé ostrovů ale autonomii nepřijali a celý spor byl postoupen Společnosti národů. Ta rozhodla, že Finsko si má suverenitu na ostrovy podržet, ale mělo by jim dát status autonomní provincie. Finsko dostalo závazek, aby zajistilo alandským obyvatelům právo udržovat si švédštinu a kulturní tradice. Ve stejnou dobu byla uzavřena mezinárodní smlouva o neutralitě Aland, podle které bylo zakázáno na ostrovy umístit vojenské velitelství nebo jednotky.

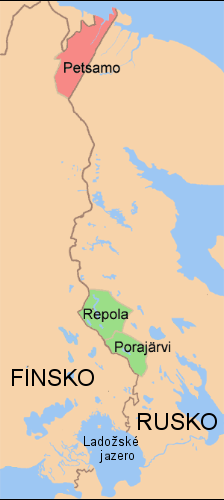
Hranice po Smlouvě z Tartu.

Jelikož ruské bolševické jednotky opakovaně zasahovaly do Finské občanské války, přešla pak plynule ve válku mezi Finskem a bolševickým Ruskem, byť nebyla ani z jedné stran vedena se skutečně plným nasazením, neboť ve Finsku pro to nebyla vůle a Rusko mělo vážnější starosti na polské frontě. Finové během této fáze války uspořádali několik výpadů do Rusy ovládaných oblastí Karélie, například Aunuskou výpravu (finsky Aunuksen retkikunta), dalším incidentem byla tzv. „bůčkové povstání“ (finsky Läskikapina). V roce 1920 byly boje mezi Finskem a sovětským Ruskem ukončeny Smlouvou z Tartu, podle které Finsko získalo Petsamo, ale muselo se vzdát nároků na východní Karélii.
Cílem prvního prezidenta K. J. Ståhlberga bylo překlenout propast po hořké občanské válce. Udělil mnoho milostí, zejména odsouzeným k dlouholetým žalářům, a snažil se zapojit rudé do veřejného života. To se setkalo s nenávistí konzervativců. Proto v roce 1925 Ståhlberg znovu nekandidoval. Po agrární reformě získávala stále větší vliv agrární strana z politického středu. V první polovině 20. let tvořila spolu s konzervativci většinu vládních koalic. Její kandidát Lauri Kristian Relander byl v roce 1925 zvolen prezidentem.
V letech 1926 až 1927 zformovala sociální demokracie menšinovou vládu a účastnila se i dalších vlád. Levicová vláda vyhlásila všeobecnou amnestii. V roce 1929 vzniklo polofašistické hnutí Lapua (finsky Lapuanliike). Některé jeho požadavky získaly rozsáhlou lidovou podporu, zejména konzervativců (včetně Mannerheima) a části agrárníků, v letech 1930 až 1931 mělo silný vliv ve vládě. Socialistická strana práce, kterou vytvořili komunisté, nebyla připuštěna k volbám, pak byla dokonce zakázána, byly omezovány radikální odbory a zastrašován levicový tisk. Příslušníci hnutí Lapua pořádali masové demonstrace proti sociální demokracii, ničili nepřátelské redakce, dopouštěli se únosů a jiných forem teroru. Tato násilná kampaň nakonec způsobila, že ačkoliv většina obyvatelstva sice souhlasila s jejich cíli, odmítla jejich metody (mezi jinými též Mannerheim). V prezidentských volbách v roce 1931 Svinhufvud Ståhlberga těsně porazil.
Fašisté očekávali prezidentovu podporu. Po vzoru Benita Mussoliniho generál Wallenius shromáždil v únoru 1932 v Mäntsälä nedaleko Helsinek jednotky hnutí Lapua. Svinhufvud však v rozhlasovém projevu odmítl nastolit autoritářský režim. Společně s Mannerheimem hnutí vyzval, aby se rozpustilo, a parlament jeho milicím nařídil odevzdat zbraně. Wallenius byl zadržen a odsouzen k mírnému trestu. Hnutí Lapua bylo zakázáno a rozpadlo se. Jeho nástupcem bylo Vlastenecké lidové hnutí (Isänmaallinen kansanliike), jehož členové po vzoru italských fašistů nosili černé košile. Mělo však jen velmi malou podporu obyvatelstva.
V referendu byla zrušena prohibice, která měla stejně negativní efekt v růstu organizovaného zločinu jako v USA. V prezidentských volbách v roce 1937 Ståhlberg opět těsně prohrál, když ho porazil Kyösti Kallio.

## Druhá světová válka

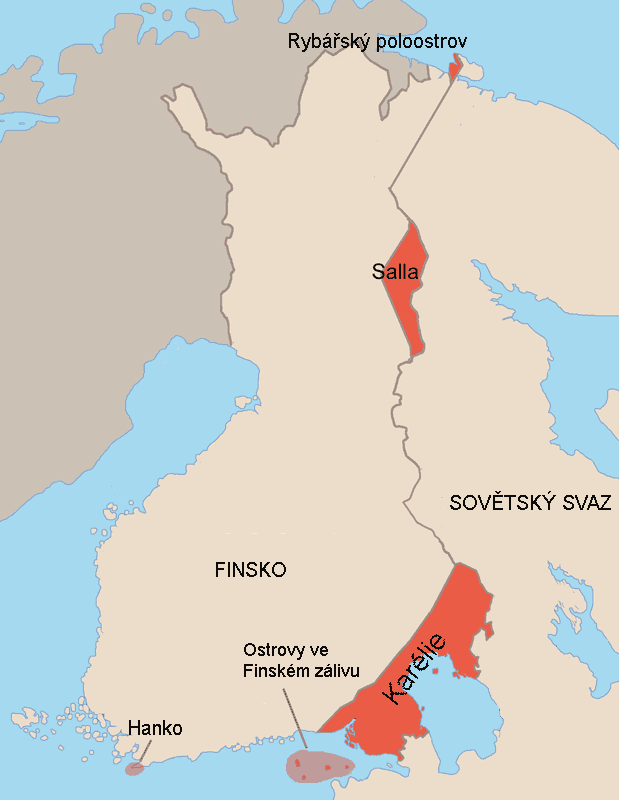
Hranice po Moskevském míru roku 1940.

Během 2. světové války Finsko dvakrát bojovalo se Sovětským svazem. Poprvé se během zimy 1939–40 bránilo sovětské agresi během zimní války. Dostalo se mu jen omezené, ale přesto zásadní pomoci od Švédska. Ztratilo při ní Finskou Karélii. Po sérii oboustranných nepřátelských kroků začala pokračovací válka (1941–44). Tuto válku vedlo s významnou podporou nacistického Německa. Jejím výsledkem bylo, že Finsko ztratilo i svůj jediný nezamrzající přístav u Severního ledového oceánu, Petsamo. Po uzavření míru se SSSR se Finsko během let 1944–45 v tzv. laponské válce snažilo rychle zbavit Němců na svém území.
Finsko si udrželo svoji nezávislost a demokratickou ústavu, což se většině jiných států sousedících se Sovětským svazem nepodařilo. Bylo ale také potrestáno mnohem více než ostatní spojenci Německa. Muselo zaplatit velké reparace, přesídlit osminu svého obyvatelstva a ztratit také osminu svého území včetně svého průmyslového centra a druhého nejvýznamnějšího města Vyborgu (finsky Viipuri). Po válce Sovětský svaz osídlil získaná území lidmi z mnoha různých regionů, například z Ukrajiny.
Antikomunistické nálady ve Finsku, původně vzešlé z občanské války, se ještě více prohloubily a byly výraznější než ve většině ostatních západoevropských zemí. Propagandistická válka mezi Sovětským svazem a jeho západními sousedy byla tvrdá. Finové byli také lépe informovaní o Velké čistce než vzdálenější národy. Tím pádem v předvečer světové války měli velmi vážné obavy o své přežití jako národa. Finové proto pojali obranu před Sovětským svazem jako boj na život a na smrt. Pokračovací válka byla ale na druhou stranu finská invaze do Sovětského svazu, při které se podle některých pramenů měla znovu získat ztracená území a začlenit ruskou Karélii do Finska a vytvořit tak Velké Finsko. Finské velení se ale o splnění tohoto plánu nikdy nepokusilo a útočné boje prakticky skončily poté, co finská armáda dosáhla původních hranic. Generál Mannerheim obsadil ještě menší území, které původně patřilo Sovětskému svazu, ale jen proto, aby tím získal lepší obranné postavení a výhodnější výchozí pozici pro vyjednávání.
Během války a těsně po ní bylo z finské Karélie a bombardovaných měst evakuováno asi 80 000 finských dětí, 5 % do Norska, 10 % do Dánska a zbytek do Švédska. Většina z nich se vrátila v roce 1948, ale asi 15 až 20 % jich zůstalo v zahraničí. Jejich strádání při odloučení od rodičů a domova a později opětovném odloučení od náhradních rodin je často považováno za opomínanou tragédii.
Bez zajímavosti také není postavení finských Židů za války. Finsko se velmi bránilo vydávání Židů svému spojenci – nacistickému Německu – a dokonce pohrozilo zastavením společných bojových operací, když byla skupina finských Židů v Německu zadržena. Židé bojovali ve finské armádě jako všichni ostatní Finové, a to dokonce i v pokračovací válce, takže finské jednotky byly zřejmě jediné mezi německými spojenci, ve kterých sloužili jinde pronásledovaní Židé.

## Poválečná doba

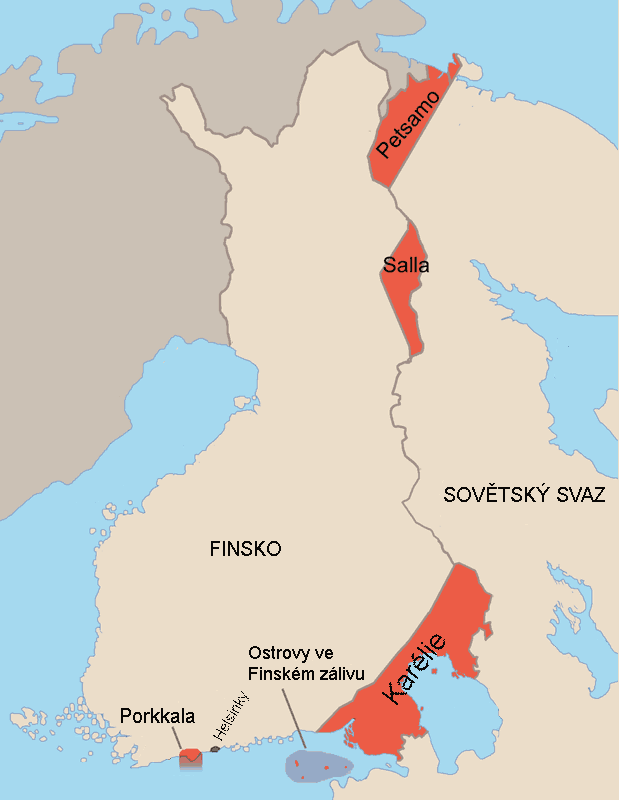
Hranice po Pařížském míru roku 1947.

Finsko si po dobu studené války uchovalo demokratickou ústavu a svobodný trh. Smlouvy se Sovětským svazem z let 1947 a 1948 obsahovaly také závazky a omezení a také územní ústupky Finska. Obě smlouvy Finsko po rozpadu SSSR prohlásilo za neplatné. Hranice se nicméně nezměnily. Sousedství se silným Sovětským svazem vyžadovalo někdy velkou opatrnost v zahraniční politice, což se začalo označovat slovem finlandizace. Finsko rozvinulo úzkou spolupráci s ostatními severskými státy a s ohledem na politiku velmocí vyhlásilo neutralitu.
V roce 1952 vytvořilo Finsko se členy Severské rady pasovou unii, která umožňovala jejich občanům překračovat vzájemné hranice bez pasů a posléze také pracovat a žádat o sociální pomoc v ostatních zemích. Mnoho Finů proto v 50. a 60. letech tuto možnost využilo a odešlo za lépe placenou prací ve Švédsku. Ačkoli finské platy a životní úroveň se až do 80. let nemohly srovnávat s prosperujícím Švédskem, finská ekonomika se z marasmu války dostávala pozoruhodně dobře. Z Finska se tak stal další ze sociálních států severského typu.
Navzdory pasové unii se Švédskem, Norskem, Dánskem a Islandem nemohlo Finsko až do roku 1955 vstoupit do Severské rady, protože se Sovětský svaz obával, že by se Finsko začalo více orientovat na Západ. Severskou radu totiž považoval za součást NATO, protože Dánsko a Norsko byly členy obou organizací. Tentýž rok mohlo Finsko vstoupit do OSN, i když už bylo spojeno s mnoha jeho podorganizacemi.
V roce 1955 se také Sovětský svaz rozhodl Finsku vrátit poloostrov Porkkala, který si v roce 1948 na 50 let pronajal jako vojenskou základnu. Základna ohrožovala suverenitu a neutralitu Finska.
Finsko se roku 1961 stalo přidruženým členem Evropského sdružení volného obchodu. Plným členem se stalo v roce 1986. Obchodní smlouva s EHS byla vyvážena jinou smlouvou s východním blokem. V letech 1972 až 1973 v Dinku proběhla první Konference pro bezpečnost a spolupráci v Evropě, která byla počátkem vývoje směřujícího k OBSE. Ve Finsku byla konference považována za možnost zmírnění napětí studené války a byla osobním vítězstvím prezidenta Urho Kekkonena.
V poválečné době se ve Finsku rychle rozvíjela ekonomika a zvyšovala se sociální a politická stabilita. Po padesáti letech od druhé světové války se ze zničené zemědělské společnosti stala jedna z technologicky nejvíce rozvinutých zemí na světě s fungující tržní ekonomikou a vysokým životním standardem.

## Nejnovější události
16. dubna 1994 se Finové v referendu rozhodli, že 1. ledna 1995 spolu s Rakouskem a Švédskem vstoupí do Evropské unie. Pro vstup bylo 56,9 % voličů. Vstup do EU je považován za hlavní úspěch agrárně-konzervativní vlády.
Od 1. března 2002 je ve Finsku jediným platidlem euro. Ostatní severské státy si zachovaly své dosavadní měny – Norsko ani Island nejsou ani členy EU, ale Dánsko korunu napevno na euro navázalo.
Po napadení Ukrajiny Ruskem se Finové rozhodli vstoupit do Severoatlantické aliance. Jejím 31. členem se Finsko stalo 4. dubna 2023. Od března 2024 je finským prezidentem bývalý premiér Alexander Stubb.